# Tau Ophiuchi
Désignations
τ Oph A : HD 164765, HR 6734

Tau Ophiuchi (en abrégé τ Oph) est une étoile triple de la constellation équatoriale d'Ophiuchus, située vers la limite avec celle de la queue du Serpent. Elle est visible à l'œil nu avec une magnitude apparente combinée de 4,79. D'après la mesure de sa parallaxe annuelle par le satellite Hipparcos, le système est distant d'environ ∼ 167 a.l. (∼ 51,2 pc) de la Terre. Il se rapproche du Système solaire à une vitesse radiale de −38 km/s.
La composante la plus brillante, désignée Tau Ophiuchi A, est une binaire spectroscopique à raies simples avec une période orbitale de 184,1 jours et avec une excentricité de 0,60. Sa composante visible est une étoile jaune-blanc de la séquence principale de type spectral F2V et de magnitude 5,27. Elle est 1,54 fois plus massive que le Soleil, tandis que son compagnon en orbite ne fait que 29 % la masse du Soleil.
La troisième étoile du système, Tau Ophiuchi B, forme une binaire visuelle avec Tau Ophiuchi A. En 2024, A et B présentaient une séparation angulaire de 1,4 seconde d'arc et étaient disposées selon un angle de position de 292°. Elles complètent une orbite l'une autour de l'autre selon une période d'environ 279 ans et avec une excentricité de 0,68. Tau Ophiuchi B est une autre étoile jaune-blanc de la séquence principale de type spectral F5V et de magnitude 5,86. Elle est 1,29 fois plus massive que le Soleil.